# Kanton Vitré-Est
Der Kanton Vitré-Est war bis 2015 ein französischer Wahlkreis im Arrondissement Fougères-Vitré, im Département Ille-et-Vilaine und in der Region Bretagne.

## Geschichte
Der Kanton entstand 1845 aus Teilen der Vorgängerwahlkreise Vitré-1 und Vitré-2. Von 1845 bis 2015 gehörten zehn Gemeinden zum Kanton Vitré-Est. 2015 wurde der Kanton aufgelöst und die Gemeinden wechselten zu anderen Kantonen.

## Lage
Der Kanton lag im Osten des Départements Ille-et-Vilaine. 

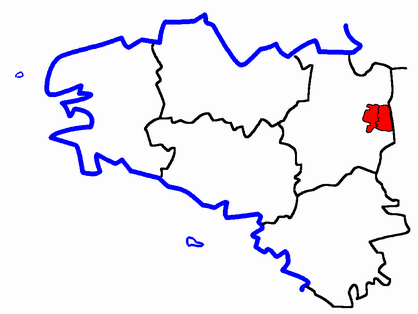
Lage des Kantons Vitré-Est innerhalb der Bretagne

## Gemeinden
Der Kanton Vitré-Est bestand aus neun Gemeinden und den östlichen Stadtteilen der Kleinstadt Vitré:
| Gemeinde               | Bretonisch        | Einwohner (2022) | Fläche (km²) | Code postal | Code Insee |
| ---------------------- | ----------------- | ---------------- | ------------ | ----------- | ---------- |
| Balazé                 | Belezeg           | 2.181            | 36.66        | 35500       | 35015      |
| Bréal-sous-Vitré       | Breal-Gwitreg     | 614              | 5.75         | 35370       | 35038      |
| Châtillon-en-Vendelais | Kastellan-Gwennel | 1.738            | 32.03        | 35210       | 35072      |
| Erbrée                 | Ervored           | 1.713            | 35.52        | 35500       | 35105      |
| La Chapelle-Erbrée     | Ar Chapel-Ervoreg | 723              | 11.98        | 35500       | 35061      |
| Mondevert              | Mondeverzh        | 806              | 5.02         | 35370       | 35183      |
| Montautour             | Menezaoter        | 268              | 6.90         | 35360       | 35185      |
| Princé                 | Priskieg          | 398              | 12.36        | 35210       | 35232      |
| Saint-M’Hervé          | Sant-Merve        | 1.357            | 29.68        | 35500       | 35300      |
| Vitré (teilweise)      | Gwitreg           | -                | unbekannt    | 35500       | 35360      |
| Kanton                 | Gwitreg-Reter     | 22.776           | unbekannt    | -           | 3542       |

## Politik
Der Wahlkreis hatte bis zu seiner Auflösung folgende Abgeordnete im Rat des Départements:
| Vertreter im conseil général des Départements | Vertreter im conseil général des Départements | Vertreter im conseil général des Départements |
| Amtszeit                                      | Name                                          | Partei                                        |
| --------------------------------------------- | --------------------------------------------- | --------------------------------------------- |
| 1945–1976                                     | Alexis Méhaignerie (père=Vater)               | MRP, dann CD                                  |
| 1976–2001                                     | Alexis Méhaignerie (fils=Sohn)                | UDF-CDS                                       |
| 2001–2008                                     | Joseph Prodhomme                              | UDF                                           |
| 2008–2015                                     | Isabelle Le Callennec                         | UMP                                           |